# Saft al-Hinna
Saft al-Hinna – miejscowość w Egipcie, w muhafazie Asz-Szarkijja. W 2006 roku liczyła 7598 mieszkańców.